# Красний Яр (притока Великого Бурлука)
Красний Яр — балка (річка) в Україні у Великобурлуцькому районі Харківської області. Ліва притока річки Великого Бурлука (басейн Дону).

## Опис
Довжина балки приблизно 5,41 км, найкоротша відстань між витоком і гирлом — 5,09  км, коефіцієнт звивистості річки — 1,06 . Формується декількома струмками та загатами.

## Розташування
Бере початок на північно-західній стороні від села Хатнє. Тече переважно на південний захід через село Шевченкове і впадає у річку Великий Бурлук, ліву притоку річки Сіверського Дінця.

## Цікаві факти
- У XX столітті на балці існували декілька газових свердловин[2], а у XIX столітті — декілька вітряних млинів[1].